# 佐藤朔
佐藤 朔（さとう さく、1905年（明治38年）11月1日 - 1996年（平成8年）3月25日）は、日本のフランス文学者、翻訳家。
学位は、文学博士（1960年）（学位論文「ボードレール芸術論の形成」）。
元慶應義塾大学文学部教授・慶應義塾長。日本芸術院会員。位階勲等は従三位勲一等。

## 経歴
東京府出身。日露戦争勝利の年に生まれたので勝熊と名づけられ、還暦を前に正式に「朔」に改名した。旧制開成中学校を経て、1930年に慶應義塾大学文学部仏文学科卒業。
慶應義塾大学卒業後、ただちに文学部の助手となり、1933年予科教員、1949年文学部教授となる。1956年から半年、慶應義塾大学海外派遣留学生として渡仏、欧米を回った。1960年学位論文「ボードレール芸術論の形成」（佐藤勝熊）で文学博士の学位を取得。
1969年5月より4年間慶應義塾長を務め、1978年、私学振興財団理事長に就任。1976年、日本におけるフランス語教育への功績によりフランス政府から教育功労章を受ける。1977年、従三位に叙せられ、勲一等瑞宝章を授与される。1980年、新年の宮中歌会始召人。1991年、日本芸術院賞・恩賜賞を受賞、同年芸術院会員。
フランス文学者としては、ボードレール研究とコクトー、サルトル、カミュ等の20世紀文学の紹介で有名である。また、慶應の仏文科の基礎を固めたことも業績として挙げられる。芥川比呂志、加藤道夫、遠藤周作などに影響を与えたほか、松原秀一、鷲見洋一、立仙順朗らを育てた。また、戦前に『悪の華』をはじめて全訳した。
また、晩年になってから詩集『青銅の首』を上梓した。

## 著書
- 『世界文豪讀本全集 ボオドレエル篇』（第一書房） 1938
- 『フランス文學素描』（青光社） 1940
- 『戰後のフランス文學』（世界社） 1948
- 『ボオドレール』（新潮社） 1948
- 『ボォドレエル覚書』（講談社） 1949
- 『二十世紀のフランス文學』（北隆館） 1950
- 『知性の文学 現代フランスの文学』（河出新書） 1956
- 『セーヌ河畔みぎひだり』（章文社） 1958
- 『明日の慶應義塾を考える』（慶應義塾大学） 1969
- 『近代詩人論』（理想社） 1971
- 『現代フランス文学の展望』（カルチャー出版社） 1976
- 『楕円形の肖像』（人文書院） 1977
- 『超自然と詩 フランス文学と日本文学』（思潮社） 1981
- 『わが回想』（私家版） 1982
- 『反レクイエム 随想集』（小沢書店） 1983
- 『モダニズム今昔』（小沢書店） 1987
- 『青銅の首』（思潮社） 1987

### 翻訳
- 『コクトオ藝術論』（ジャン・コクトー、厚生閣書店） 1930、のち人文書院 1952、のち復刻版（ゆまに書房、現代の芸術と批評叢書） 1995
- 『プレテクスト』（ジイド、高橋廣江共訳、金星堂、ジイド全集） 1934
- 『結婚』（ジャック・シャルドンヌ、第一書房） 1936
- 『馬来に生きる』（アンリ・フォコニエ、実業之日本社） 1941
- 『悪の華』（ボオドレエル、第一書房） 1941、のち白凰社『ボードレール詩集』ほか
- 『ボオドレエル素描集』（ボオドレエル, クレペ、昭森社） 1944
- 『現代フランス演劇』（鈴木力衛共編、新月社） 1949
- 『アメリカ紀行 アメリカ人への手紙』（ジャン・コクトオ、中央公論社） 1950、のち東京創元社、コクトオ全集
- 『自由への道』（サルトル、白井浩司共訳、人文書院、サルトル全集） 1950 - 1952
- 『現代フランス小説 1900年からの』（ルネ・ラルー、白水社、文庫クセジュ） 1951
- 『不条理と反抗 - 形而上的反抗・ドイツ人への手紙』（アルベェル・カミュ、白井浩司共訳、人文書院） 1953
- 『革命か反抗か カミュ=サルトル論争』（新潮社） 1953、のち文庫
- 『他人の血』（ボーヴォワール、新潮社、現代世界文學全集） 1953、のち文庫
- 『テーゼ・放蕩息子の歸宅』（アンドレ・ジイド、朝吹三吉共訳、新潮文庫） 1954
- 『けものたち・死者の時』（ピエール・ガスカール、渡辺一夫, 二宮敬共訳、岩波書店） 1955
- 『反抗的人間』（アルベエル・カミュ、白井浩司共訳、新潮社） 1956
- 『ボードレール』（サルトル、人文書院 サルトル全集16） 1956、のち新版
- 『離愁 (エヴァ）』（シャルドンヌ、新潮文庫） 1956
- 『ルノアールからピカソ』（ジョルジュ=ミッシェル、紀伊國屋書店） 1957
- 『転落』（アルベエル・カミュ、新潮社） 1957、のち文庫
- 『レ・ミゼラブル』（ユーゴー、新潮社、世界文学全集） 1959、のち文庫（全5巻）
- 『小説の時代』（G・ブレー, M・ギトン、若林真共訳、紀伊国屋書店） 1959
- 『山猫』（ジュゼッペ・ランペドゥーサ、河出書房新社） 1961、のち文庫
- 『従妹ベット』（バルザック、河出書房新社、世界文学全集） 1968
- 『赤と黒』（スタンダール、集英社、世界文学全集） 1969、のち新版 1978
- 『エリック・サティ』（ジャン・コクトー、坂口安吾共訳、深夜叢書社） 1977、のち新版 1990
- 『恐るべき子供たち』（ジャン・コクトー、旺文社文庫） 1977、のちコクトー全集
- 『マラルメ詩集』（マラルメ、立仙順朗共訳、ほるぷ出版） 1983
- 『パリの農夫』（ルイ・アラゴン、思潮社、シュルレアリスム文庫） 1988

### 記念論集
- 『佐藤朔教授還暦記念論文集』（慶應義塾大学芸文学会） 1967